# Михайлов Христофор Семенович
Христофор Семенович Михайлов (5 травня 1920, селище Крєсти, тепер Таймирського Долгано-Ненецького району Красноярського краю, Російська Федерація — 13 листопада 1997, місто Дудінка Таймирського Долгано-Ненецького району Красноярського краю, Російська Федерація) — радянський державний діяч, 1-й секретар Таймирського окружного комітету КПРС. Депутат Верховної ради СРСР 4—5-го скликань.

## Життєпис
Народився в селянській родині. З 1936 по 1941 рік — приймальник хутра, дільничний інспектор міліції НКВС СРСР.
Член ВКП(б) з 1941 року.
З 1941 року служив у Червоній армії.
У 1944—1946 роках — директор Хатангської заготівельної контори; секретар Хатангського районного комітету ВКП(б) Таймирського (Долгано-Ненецького) округу.
У 1946—1947 роках — голова виконавчого комітету Авамської районної ради депутатів трудящих Таймирського (Долгано-Ненецького) округу.
У 1949—1952 роках — заступник голови виконавчого комітету Таймирської (Долгано-Ненецької) окружної ради депутатів трудящих.
У 1952—1959 роках — 1-й секретар Таймирського (Долгано-Ненецького) окружного комітету КПРС Красноярського краю.
З 1959 року — слухач Вищої партійної школи в місті Красноярську.
У грудні 1960 — червні 1971 року — голови виконавчого комітету Таймирської (Долгано-Ненецької) окружної ради депутатів трудящих Красноярського краю.
З червня 1971 року — державний інспектор з якості та заготівель сільськогосподарської продукції Таймирської (Долгано-Ненецької) окружної державної інспекції.
Помер 13 листопада 1997 року в місті Дудінка.

## Нагороди
- орден Червоного Прапора
- два ордени Трудового Червоного Прапора
- орден Вітчизняної війни І ст.
- медалі